# 埃尔茨豪森
埃尔茨豪森是德国黑森州的一个市镇。总面积7.40平方公里，总人口7503人，其中男性3705人，女性3798人（2011年12月31日），人口密度1 014人/平方公里。